# Hermandad de los Salesianos (Málaga)
La Hermandad de Salesianos, cuya denominación oficial es Hermandad Salesiana y Cofradía de Nazarenos del Santo Cristo de las Penas, María Santísima del Auxilio, San Juan Evangelista y San Juan Bosco , es una hermandad de Málaga, miembro de la Agrupación de Cofradías, que participa en la Semana Santa malagueña.

## Historia
Sus orígenes se remontan al año 1985, cuando un grupo de alumnos salesianos crean la cofradía, rescatando así la advocación del Santo Cristo de las Penas. 
La primera salida se produjo el Miércoles Santo de 1991, realizando estación de penitencia en la Santa Iglesia Catedral, pese a no ser aún hermandad agrupada. 
Ya en 1995 ingresó en la Agrupación de Cofradías y realizó la primera procesión como ente agrupado el Miércoles Santo de 1996, siendo, desde la fecha, la primera Hermandad de la jornada en pasar por Recorrido Oficial.
Uno de los últimos acontecimientos recientes vividos en el seno de la cofradía se produjo el 31 de octubre de 2009, cuando cambiaron de sede canónica, trasladándose desde la Parroquia de la Divina Pastora (sede de la Hermandad desde 1988) al Santuario de María Auxiliadora, donde los sagrados titulares reciben culto actualmente.

## Iconografía
Representa el momento en el que Jesús le entrega a San Juan el cuidado de la Virgen.

## Imágenes
Todas las imágenes son de Manuel Carmona Martínez: Cristo (1989), Virgen del Auxilio y San Juan Evangelista (1990), Santa María Magdalena (1991), Santa María Cleofás y Santa María Salomé (1995)

## Trono
El trono procesional fue realizado por los Hermanos Caballero González entre los años 1997 y 2000. Está tallado en madera de cedro y barnizado. Es de estilo barroco e iluminan al grupo escultórico cuatro arbotantes situados en las esquinas, debajo de los cuales, van cuatro ángeles mancebos, sosteniendo diversos elementos de la Pasión de Cristo.
El cajillo se completa con ocho cartelas realizadas por Manuel Carmona, en las que se pueden ver distintas escenas de la vida de María tales como la Visitación de Santa Isabel, o la Coronación de la Virgen.
Dicho trono se estrenó oficialmente en el Vía Crucis Jubilar celebrado en Málaga en el año 2000.
Todos los bordados de los ropajes del misterio están realizados por Juan Rosén.

## Marchas dedicadas
Banda de Música:
- Cristo de las Penas, Perfecto Artola Prats (1989)
- Virgen del Auxilio, Francisco Miguel Haro Sánchez (1995)
- Auxilio de los Cristianos, Manuel Gámez López (s/f)
- Stabat Mater, Antonio Rozas Matabuena (2000)
- Nazarenos de Don Bosco, Santiago Jesús Otero Vela (2010)

Cornetas y Tambores:
- ¡He ahí a tu madre!, José López (2009)
- Auxilio de mis Penas, José López (2011)
- Inde Gloria Mea, Javier Anaya (2015)

## Recorrido Oficial
| Predecesor: Mediadora | Orden de entrada en el Recorrido Oficial (Miércoles Santo) 2º lugar | Sucesor: Fusionadas |